# NGC 296
NGC 296 je spirální galaxie s příčkou v souhvězdí Ryb. Její zdánlivá jasnost je 12,4m a úhlová velikost 2,20′ × 1,0′. Je vzdálená 251 milionů světelných let, průměr má 160 000 světelných let. Galaxii objevil 12. září 1784 William Herschel.